# Rhaphitelus
Rhaphitelus is een geslacht van vliesvleugeligen uit de familie Pteromalidae. De wetenschappelijke naam van dit geslacht is voor het eerst geldig gepubliceerd in 1834 door Walker.

## Soorten
Het geslacht Rhaphitelus omvat de volgende soorten:
- Rhaphitelus angustus Kamijo, 1981
- Rhaphitelus ladenbergii (Ratzeburg, 1844)
- Rhaphitelus maculatus Walker, 1834